# Thomas Schleicher
Thomas Schleicher [Tomas Šlajchr], (* 21. listopad 1972 Salcburk – 2. listopad 2001 Salcburk, Rakousko) byl reprezentant Rakouska v judu. V roce 1998 byl odsouzen na 5 let do vězení za prodej drog. V roce 2001 spáchal ve vězení sebevraždu.

## Sportovní kariéra
Společně se Sergejem Klišinem a Patrikem Reiterem tvořil kostru reprezentačního týmu Rakouska v polovině 90. let. O jeho slabší životosprávě se však vědělo. Uměl se připravit na turnaj, ale rád trávil život po klubech. Kolem roku 1995 se zapletl s mafií, která obchodovala s kokainem a bílým masem. V roce 1998 byl zatčen a odsouzen k 5 rokům. Vězení ho nakonec dostalo, v roce 2001 se v cele oběsil.
Jeho sportovoní kariéra mělo do jeho zatčení stoupanící tendenci. Řadil se mezi přední evropské lehké váhy. V roce 1996 startoval na olympijských hrách v Atlantě, kde však vypadl podobně jako jeho kolegové z reprezentace v prvním kole. Nestačil na jednoho z favoritů Japonce Nakamuru.

## Výsledky
| Turnaj             | 1992 | 1993 | 1994 | 1995 | 1996 | 1997 |
| ------------------ | ---- | ---- | ---- | ---- | ---- | ---- |
| Olympijské hry     | dns  | –    | –    | –    | úč.  | -    |
| Mistrovství světa  | –    | úč.  | –    | 7.   | –    | úč.  |
| Mistrovství Evropy | dns  | dns  | 7.   | 3.   | 2.   | úč.  |
| ME juniorů         | 1.   | –    | –    | –    | –    | -    |